# Sant Vicenç de Castell de l'Areny
Sant Vicenç de Castell de l'Areny és una església del municipi de Castell de l'Areny (Berguedà) inclosa en l'Inventari del Patrimoni Arquitectònic de Catalunya. La trobem documentada al s. XIV.

## Descripció
S'hi accedeix des de la carretera de Borredà a Vilada, tocant a l'últim municipi. 

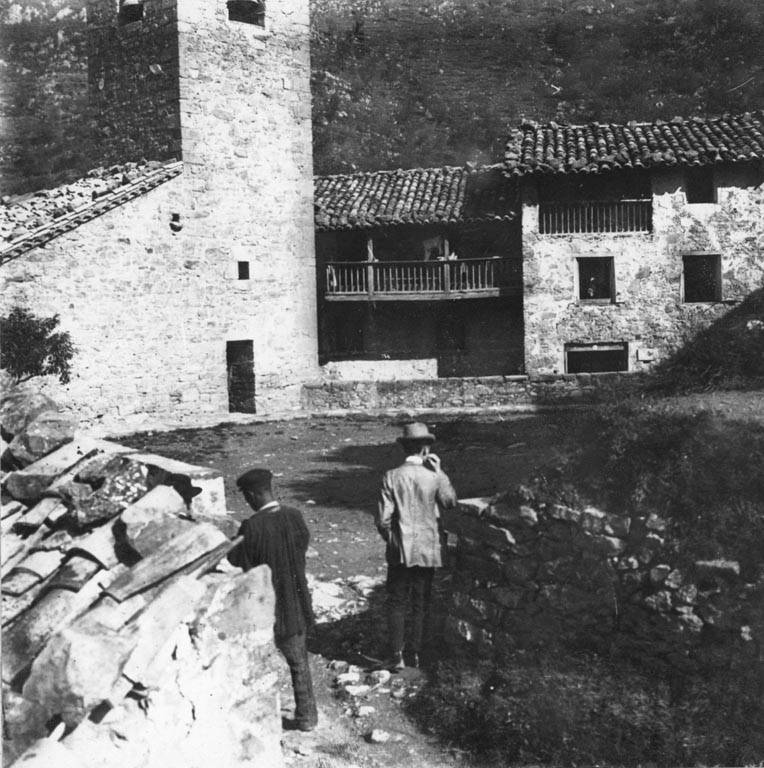
Façana de l'església (entre 1890 i 1923)

Està ubicat al centre del petit nucli urbà de l'antiga parròquia. És una construcció de planta rectangular, coberta a doble vessant amb teula àrab. A un dels costats hi ha una torre de planta quadrangular coberta a quatre aigües. Hi ha una sèrie d'obertures de petites dimensions, distribuïdes de forma aleatòria. Encara conserva l'esquema romànic però actualment l'absis ha desaparegut. L'entrada és a un lateral i la porta amb aplics de ferro forjat del segle xi o XII. El parament és de pedra irregular disposada en filades.
El portal d'entrada és de dues fulles o batents que s'obre cap a l'interior de l'església i que tanca el portal de mig punt. Els aplics de ferro de la porta són de caràcter senzill i representen un dels exemples més primitius de portes de ferramenta romànica de tot el Berguedà.